# Прието, Антонио
Антонио Прието Пуэрто (исп. Antonio Prieto Puerto; 2 февраля 1905, Аспе, Испания — 4 февраля 1965, Мадрид, Испания) — испанский актёр театра и кино.
Известен по роли бандита Дона Мигеля Рохо, старшего из трёх братьев Рохо, в фильме Серджо Леоне 1964 года «За пригоршню долларов».
За свою театральную деятельность удостоен испанской Национальной премии за интерпретацию.

## Фильмография
- Дикий цветок (1965)
- Застенчивый (1964)
- Плачь по бандиту (1964)
- За пригоршню долларов (1964)[5]
- Тарантос (1963)
- Права женщин (1963)
- Рифифи в городе (1963)
- Солнце в зеркале (1962)
- Тереза Иисуса (1961)
- Раннее утро (1957)
- Послы в аду (1956)
- Веревка заключенных (1955)
- Жизнь прекрасна (1955)
- Полдень корриды (1955)
- Умер пятнадцать лет назад (1954)
- Сообщение (1953)